# Homalonychidae
Los homaloníquidos (Homalonychidae) son una familia de arañas araneomorfas, que como otras seis familias entre las que destacan, por el número de especies, Clubionidae y Miturgidae, está pendiente de ser clasificadas considerándose un taxón Incertae sedis.
No construyen telarañas y se encuentran típicamente bajo rocas o entre la vegetación muerta. Como mínimo las dos especies de América del Norte viven en el desierto, y se camuflan por su coloración corporal enterrándose parcialmente.

## Distribución

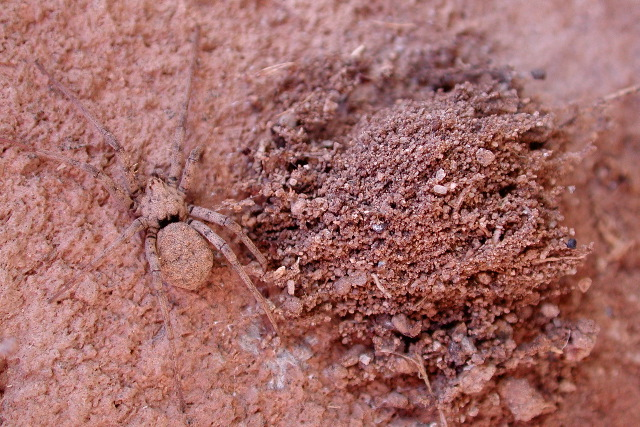
Homalonychus sp. con saco de huevos.

Dos especies son propias de México y de la parte meridional de los EUA. H. theologus se encuentra al oeste del Río Colorado, y H. selenopoides al este, con algunas poblaciones en el Valle de la Muerte y hacia Mercury, en Nevada.

## Sistemática
Con la información recogida hasta 2011, esta familia cuenta con 3 especies descritas comprendidas en un único género:Homalonychus Marx, 1891.
En 1991 fue descrita una especie en la India, pero de acuerdo con Platnick, haría falta revisar su inclusión en este género.